# 노틀담의 꼽추 (1996년 영화)
《노틀담의 꼽추》(영어: The Hunchback of Notre Dame)는 1996년 월트 디즈니에서 제작한 애니메이션 영화이며 1996년 6월 21일에 개봉하였다. 디즈니의 34번째 클래식 애니메이션 장편 영화로, 빅토르 위고의 소설 《노트르담의 꼽추》를 원작으로 제작되었으나 줄거리는 소설과 다르게 진행된다. 이야기는 집시 무희인 에스메랄다, 잔인하고 무자비한 판사이자 에스메랄다에게 욕망을 품는 클로드 프롤로, 영화의 주인공으로 따뜻한 마음을 가졌지만 흉칙한 외모를 지녔으며 에스메랄다를 사모하는 노틀담 사원의 종지기 콰지모도, 불손해보이는 군대의 대장이지만 기사도 정신을 지녔으며 에스메랄다에게 사랑을 느끼는 피버스를 중심으로 진행된다.
영화의 감독은 미녀와 야수의 감독을 맡았던 게리 트러스데일, 커크 와이즈, 제작은 미녀와 야수와 라이온 킹의 제작을 맡았던 돈 한이 맡았으며, 뮤지컬 영화 연출을 위한 음악과 노래는 앨런 멘켄과 스티븐 슈왈츠가 맡았다. 주요 등장인물의 목소리는 톰 헐스, 데미 무어, 케빈 클라인, 폴 캔델, 제이슨 알렉산더, 찰스 킴브로이, 데이빗 오그던 스타이어스, 메리 윅스가 맡았다. 디즈니의 황금기에 속하는 작품이다. 2002년에는 비디오판으로 제작된 속편 노틀담의 꼽추 2가 출시되었다.

## 줄거리
영화는 1482년 파리 인형사 클로팽이 아이들에게 노틀담의 종지기에 대한 이야기를 해주는 것으로 시작된다.
오래전 어두운 밤, 네 명의 집시가 노틀담에 들어가고자 하자 판사 클로드 프롤로가 그들을 저지한다. 한 집시 여인이 꾸러미를 들고 탈출을 시도하고 꾸러미를 훔친 물건이라고 생각한 프롤로는 그녀를 뒤쫓는다. 프롤로는 꾸러미를 여인으로부터 빼앗고 여인은 사원의 계단에 머리를 부딪혀 죽고 만다. 프롤로는 꾸러미에서 흉한 모습을 가진 아기가 싸여있는 것을 발견하고 악마라 생각하여 우물에 던져 죽이려 한다. 이때 부주교가 그를 멈춰 세우고, 죄없는 여자를 죽이고 아기까지 죽이려 한다면 지옥에 떨어질거라 경고하며 아기를 키울 것을 요구한다. 프롤로는 마지못해 승낙하고, 아이의 이름을 "반쪽"이라는 뜻을 지닌 콰지모도로 짓고 사원의 종탑에서 살게 한다.
후에 콰지모도는 성장하여 노틀담의 종지기가 된다. 프롤로는 콰지모도에게 잔혹하고 무서운 도시 사람들이 못생긴 그를 학대할 것이므로 절대로 종탑 밖으로 나가지 말라 명령한다. 프롤로가 콰지모도의 어머니가 그를 교회 계단에 버렸고 자신이 친히 그를 키워주었다고 거짓말을 하고 갔음에도 불구하고, 콰지모도는 여전히 바깥 세상에서 하루를 보내보았으면 하는 꿈을 꾼다. 콰지모도의 가고일 친구들 (휴고, 빅터, 라번)은 1년에 하루 뿐인 바보 축제에서는 모두 변장을 하므로 그가 바깥 세상을 체험할 수 있는 유일한 날이라 말하며 바깥에 나갈 수 있도록 용기를 복돋아 준다.
그 와중에, 프롤로와 새로운 근위대장 피버스는 콰지모도가 참여하고자 하는 축제를 감독하고자 축제가 열리는 노틀담 사원 앞으로 가게 된다. 축제에서 가장 눈길을 끄는 주인공은 에스메랄다인데, 가장 못생긴 사람에게 왕관을 씌워주는 "바보 왕"을 뽑는 시간이 되자 콰지모도는 자신의 얼굴을 "멋진 가면"이라고 생각하는 에스메랄다에 의해 무대로 올라오게 된다. 콰지모도는 바보 왕의 왕관을 쓰게 되고 생애 처음으로 군중들의 환호를 받아본다. 그러나 군중들은 갑자기 돌변하여 그를 나무 바퀴에 묶고 토마토와 달걀, 양배추 같은 음식물을 던지며 그를 멸시하고, 에스메랄다는 뜻하지 않게 콰지모도에게 창피를 주게 된다. 피버스가 시민들을 저지하려 하자, 프롤로는 콰지모도가 함부로 밖에 나온 것에 대해 벌을 주고자 내버려 두라 명령한다. 에스메랄다가 콰지모도를 구해주자 프롤로는 그녀를 체포할 것을 명령한다. 에스메랄다는 공연 마술을 이용해 사라지고, 프롤로에게 마녀로 오인받는다.
에스메랄다는 사원에서 잡히게 되고, 피버스는 그녀가 죄인을 체포할 수 없는 성역에 있음을 주장하여 그녀를 구해준다. 부주교는 프롤로가 사원을 떠날 것을 요구한다. 프롤로는 어쩔 수 없이 떠나지만, 에스메랄다에게 사원을 나가게 되면 체포될 것이라는 경고를 남긴다. 에스메랄다는 사원을 거닐며 동정녀 마리아에게 이방인인 자신의 기도를 받아줄 것을 원하며 소외받는 자들을 구원해줄 것을 간청한다. 콰지모도는 그녀에게 호감을 느끼고 종탑을 보여주고 친절하게 대해주며 그녀가 빠져나갈 수 있도록 도와준다. 콰지모도의 마음에 그녀가 들어오게 되자, 그는 자신의 작업대로 돌아가 에스메랄다를 닮은 나무 인형을 조각하며 그녀가 천사와 같다고 생각한다.
프롤로는 에스메랄다를 향한 자신의 욕망에 불안해하며 지옥의 불의 영원한 저주를 받게 될 것을 두려워한다. 다음 날, 프롤로는 집시들을 찾아다니며 집과 건물을 불태운다. 보다못한 피버스는 프롤로의 명령을 거부하고 프롤로는 그를 공격할 것을 명령한다. 에스메랄다에 의해 프롤로의 주의가 산만해진 틈을 타 피버스는 그의 말을 타고 도망을 시도한다. 하지만 화살에 맞게 되고, 강으로 빠지게 되지만 에스메랄다에 의해 구출된다. 콰지모도는 가고일들로부터 에스메랄다가 그에게 관심이 있다고 확신을 받게 되지만, 에스메랄다가 부상 받은 피버스를 종탑에 데려와 콰지모도에게 그를 보호해줄 것을 요청하고 그에게 키스하자 슬픔에 잠긴다. 프롤로는 콰지모도에게 집시들의 소굴을 발견하였고 천 명의 군사를 데리고 새벽에 공격할 것이라 거짓말을 한다.
프롤로의 말을 듣고 피버스와 콰지모도는 늦은 밤 기적의 궁전이라는 집시들의 소굴에 가서 프롤로가 공격해 올 것을 경고하고자 한다. 에스메랄다가 콰지모도에게 준 목걸이를 이용해 기적의 궁전에 가지만, 클로팽과 그의 부하들에게 첩자로 오인 당하여 교수형을 당할 위기에 처한다. 뒤늦게 이 광경을 발견한 에스메랄다가 그들을 구해주지만, 콰지모도를 미행한 프롤로와 수많은 군사들이 쳐들어와 집시들을 체포한다.
다음 날 프롤로는 에스메랄다를 사원 앞에서 화형시킬 준비를 한다. 콰지모도는 종탑에서 사슬에 묶여있지만, 프롤로가 에스메랄다의 다리 밑 장작에 불을 지피는 것을 보자 격노하여 사슬을 끊고 군중들이 있는 곳으로 밧줄을 타고 날아가 그녀를 구출한다. 콰지모도는 발코니의 중간에서 사원이 성역임을 큰 소리로 주장한다. 피버스와 가고일들, 클로팽과 체포된 집시들은 프롤로와 군인들을 반대하는 격렬한 반란을 일으킨다. 콰지모도 또한 사원 위에서 뜨거운 쇳물을 쏟아 부으며 군인들이 접근하지 못하도록 위협한다. 하지만 프롤로는 가까스로 사원의 문을 부수고 의식불명 상태의 에스메랄다를 보며 눈물을 흘리는 콰지모도를 발견한다. 프롤로는 콰지모도에게 고통을 끝내준다 하며 뒤에서 그를 찌르려 하나, 그림자를 통해 음모를 알아차린 콰지모도가 프롤로를 저지하고 에스메랄다와 함께 도망을 친다.
콰지모도는 에스메랄다와 함께 발코니의 밑으로 숨는다. 그러나 프롤로는 곧 그들을 발견하고 그들을 간신히 칼로 공격한다. 프롤로는 콰지모도에게 그의 엄마가 그를 구하려다 죽었다는 사실을 말하고, 그의 본래 의도를 밝히고 콰지모도를 죽이고자 한다. 콰지모도가 떨어지려 하자 에스메랄다가 그의 팔을 붙잡고 프롤로는 가고일 조각상을 잡고 올라와 칼을 높이 들어 그들을 죽이려 하나 갑자기 가고일 조각상이 부서지기 시작하고, 발을 헛디딘 프롤로가 조각상을 붙잡지만 조각상이 살아나 그에게 으르렁거리기 시작한다. 조각상을 결국 부서지고 프롤로는 불길에 떨어져 죽음을 맞이한다. 에스메랄다는 콰지모도를 놓치고 말지만, 사원의 발코니 밑에 있던 피버스가 떨어지는 그를 잡아 구출한다. 셋이 다시 모이게 되자, 콰지모도는 피버스와 에스메랄다의 관계를 축복해준다. 그들은 사원 밖의 군중들에게 돌아가고 콰지모도는 사람들로부터 평범한 사람으로 인정받게 된다.

## 제작
노틀담의 꼽추는 1991년에 큰 성공을 거둔 미녀와 야수를 지휘한 게리 트러스데일, 커크 와이즈가 두 번째로 감독을 맡은 디즈니 영화이다. 둘은 빅토르 위고의 소설을 읽고 영화로 제작해보고자 결심하였지만, 좀 더 어린이를 위한 줄거리로 만들기 위하여 몇가지 구성을 바꾸었다. 이것은 영화의 주인공들에게도 해당되는데, 콰지모도, 에스메랄다, 피버스는 소설보다 더 선한 인물로 묘사되었다. 또한 의인화된 세 명의 가고일 석상이 친구로 등장하며, 콰지모도와 에스메랄다가 살아남는 것으로 결말이 끝난다.
영화의 애니메이터들은 몇 주간 실제로 이야기의 무대인 파리의 노틀담 사원에 찾아가서, 조각상과 세부 디자인의 실감나는 연출을 위하여 천여개의 스케치와 사진을 제작하였다. 애니메이터들의 장난으로 그들의 이름이 영화에 등장하는 벽이나 조각상에 새겨져 있기도 하였다.
몇몇 목소리 연기자들은 트러스데일과 와이즈가 참여한 과거의 프로젝트에서 찾기도 하였다. 프롤로의 목소리를 맡은 토니 제이는 미녀와 야수의 단역 목소리였으며, 클로팽의 목소리를 맡은 폴 캔델은 두 감독이 오페라 토미에서 그가 어니 삼촌을 연기하는 것을 보고 캐스팅 되었다. 데미 무어의 경우는 특이한 목소리를 가진 에스메랄다의 역할로 캐스팅 되었는데, 이것은 두 감독이 영화의 주요 여자 주인공이 틀에 박히지 않은 목소리를 가지길 원했기 때문이었다.

## 캐스팅
- 콰지모도 (목소리 연기 톰 헐스, 한국판 목소리 연기 김승준, 노래 남경주) – 따뜻한 마음을 가진 평범하지 않은 주인공. 노틀담 사원의 종지기이다. 기형인 몸으로 태어나 꼽추이며 그의 보호자 프롤로의 말처럼 언제나 다른 사람들에게 비난받는 흉칙한 괴물이다. 하지만, 클로팽이 부르는 도입부의 노래에서는 노래를 듣는 사람들에게 묻는다. "누가 괴물이며 누가 인간인가?"
- 에스메랄다 (목소리 연기 데미 무어, 노래 하이디 몰렌하우어, 한국판 목소리 연기 채시라, 노래 문희경) – 도시 생활에 익숙한 집시 소녀로 콰지모도에게 친구가 되어주고 자신을 감추려고만 하는 그가 아름다운 마음을 가졌다는 것을 가르쳐준다. 그녀는 집시들이 천대받는 것을 싫어하며, 그들을 위하여 정의를 찾고자 한다. 피버스 대장과 사랑에 빠진다. '에스메랄다(Esmeralda)'는 스페인어로 '에메랄드(Emerald)'라는 뜻이다.
- 클로드 프롤로 (목소리 연기 제임스 바스켓, 빌 페이저베이크, 한국판 목소리 연기 김병관, 노래 이성훈) – 뜻하지 않게 콰지모도의 보호자가 된 무자비하고 타락한 판사(더빙판에서는 파리의 영주)이다. 후에 에스메랄다에게 욕망을 품게 된다.
- 피버스 (목소리 연기 케빈 클라인, 한국판 목소리 연기 설영범) – 파리로 돌아와 프롤로의 부하 군인들의 대장을 맡게 되는 남자이다. 에스메랄다와 사랑에 빠진다.
- 클로팽 (목소리 연기 롭 폴슨, 한국판 목소리 연기 김재우) – 재미있는 익살꾼 집시로 다른 집시들을 이끌며 그들을 지키고자 한다.
- 휴고, 빅터, 라번 (목소리 연기 제이슨 알렉산더, 찰스 킴브로이, 메리 윅스, 한국판 목소리 연기 이윤선, 이호인, 윤복희, 노래 이희정, 유회성) – 콰지모도의 절친한 친구이자 보호자인 가고일 석상들이다. 휴고와 빅터의 이름은 원작자인 빅토르 위고(Victor Hugo)에서, 라번의 이름은 미국의 가수인 라번(Laverne) 자매에게서 따왔다.
- 부주교 (목소리 연기 롭 폴슨, 한국판 목소리 연기 송용태) – 영화의 전체 과정에서 에스메랄다를 포함한 많은 등장인물들을 도와주는 친절한 노인. 친절하고 관용있으며 온화하고 지혜로운, 프롤로와는 정반대되는 인물이다.

## 제작
- 한국어 제작 : Disney Character Voices International, Inc.

## 사운드트랙
1. 노틀담의 종 (The Bells of Notre Dame) - 김재우, 이성훈, 송용태
2. 세상 밖으로 (Out There) - 남경주
3. 바보들의 축제 (Topsy Turvy) - 김재우
4. 굴욕 (Humiliation, Score)
5. 주여 버림받은자를 구원하소서 (God Help The Outcasts) - 문희경
6. 종탑 (The Bell Tower, Score)
7. 천국의 빛/지옥의 불 (Heaven's Light/Hellfire) - 남경주, 이성훈
8. 너 같은 친구 (A Guy Like You) - 이희정, 유회성, 윤복희
9. 불타는 파리 (Paris Burning, Score)
10. 기적의 마당 (The Court Of Miracles) - 김재우
11. 성전 (Sanctuary!, Score with Choir)
12. 그는 악을 제거할 것이다 (And He Shall Smite The Wicked, Score with Choir)
13. 저 햇빛 속으로 (Into The Sunlight, Score)
14. 노틀담의 종 (The Bells Of Notre Dame, Reprise) - 김재우
15. Someday - All 4 one
16. Someday - 솔리드
17. God Help The Outcasts - 베트 미들러